# Juli Tamir
Jael „Juli“ Tamir (hebrejsky יולי תמיר‎; * 26. února 1954) je izraelská politoložka, levicová politička a někdejší aktivistka organizace Mír nyní (Šalom Achšav‎, שלום עכשיו, Peace Now). Byla ve dvou vládách ministryní absorpce imigrantů, ministryní školství a krátce i úřadující ministryní pro vědu, kulturu a sport. V letech 2003 až 2010 byla poslankyní Knesetu za Stranu práce.

## Život a kariéra
V letech 1972 až 1974 sloužila v jednotce 848 zpravodajské služby Aman a během Jomkipurské války sloužila jako důstojník na stanovišti v Sinaji. Na Hebrejské univerzitě v Jeruzalémě získala titul bakalář (BA) v oboru biologie a magistr (MA) v oboru politických věd. Na Oxfordské univerzitě získala titul PhD v oboru politické filosofie. V letech 1989 až 1999 působila jako profesorka filosofie na Telavivské univerzitě a jako výzkumný pracovník v Hartmanově institutu v Jeruzalémě, na Princeton University a Harvard University.
Tamir byla spoluzakladatelkou organizace Mír nyní a v letech 1980 až 1985 byla aktivistkou levicové politické strany Rac. V letech 1998–1999 byla předsedkyní Izraelské asociace pro lidská práva. Od roku 1995 je aktivní ve Straně práce. Přestože neuspěla v parlamentních volbách v roce 1999, byla jmenovaná ministryní pro absorpci imigrantů ve vládě Ehuda Baraka. V parlamentních volbách v roce 2003 byla zvolena za Stranu práce a působila v komisích týkajících se financí, ústavy, zákonů, kultury a sportu. Rovněž byla členem parlamentní vyšetřovací komise.
V roce 2006 byla opět zvolena poslankyní za Stranu práce a od 4. května 2006 do 31. března 2009 byla ministryní školství v koaliční vládě vedené Ehudem Olmertem, předsedou strany Kadima. Po volbách roku 2009 zůstala opoziční poslankyní a roku 2010 se mandátu vzdala, aby se ujala funkce univerzitní rektorky. 